# Aliella
Aliella là một chi thực vật có hoa trong họ Cúc (Asteraceae).

## Loài
Chi Aliella gồm các loài: